# Methone (maan)

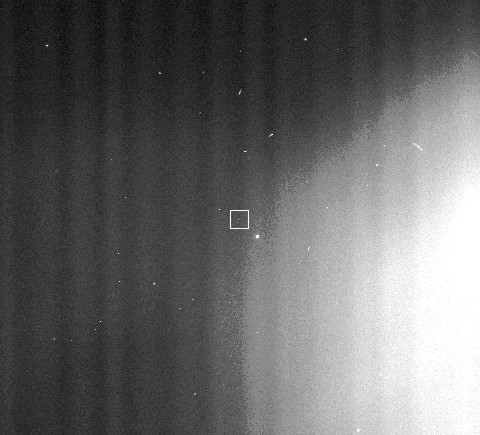
Afbeelding waarop de ontdekking te zien is van Methone, een maan van Saturnus.

Methone is een van de natuurlijke manen van Saturnus. De maan is in 2004 door de Cassini-Huygens ontdekt. Andere namen zijn S/2004 S 1 en Saturnus XXXII.

## De naam
Methone was een van de Alkyoniden.

## Eigenschappen
De maan is 3 km in diameter. Net als Pallene zweeft de maan tussen Mimas en Enceladus.